# Bouddhisme au Laos

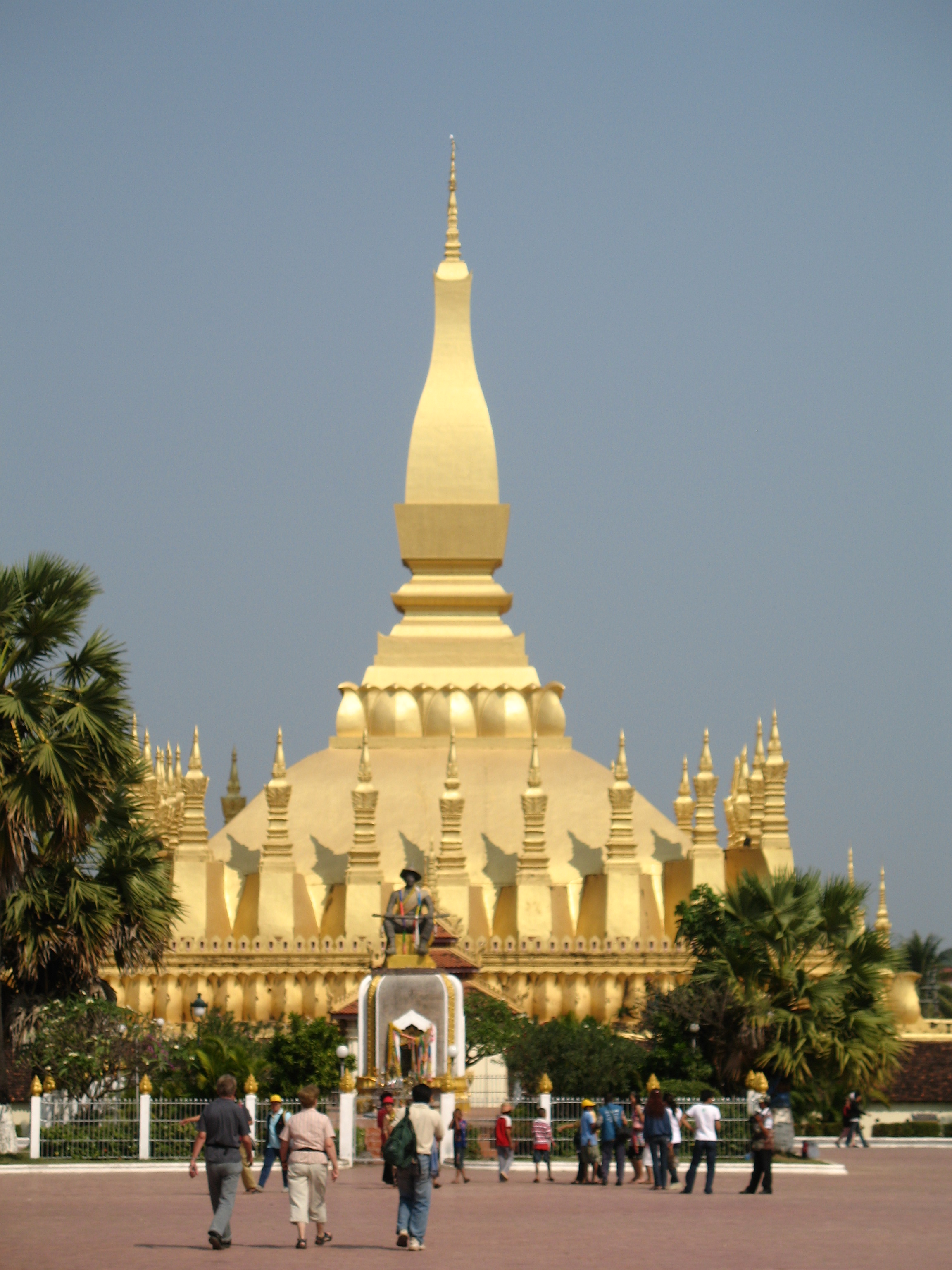
La stoupa Pha That Luang à Vientiane

Le bouddhisme au Laos est la principale religion de ce pays, dans sa branche Theravāda, pratiquée par 66% de la population. On retrouve un chiffre similaire de 65% dans le CIA World Factbook. Toutefois, ce pourcentage varie selon les provinces. Celles à minorité ethnique comme Sekong comptent environ 20% de bouddhistes en 2005, tandis que les provinces majoritairement peuplées par l'ethnie Lao, comme Champassak, atteignent 92% la même année. Il existe également des bouddhistes Mahayana chinois ou vietnamiens, principalement dans les centres urbains.
D'autre part, le bouddhisme laotien reprend des croyances animistes et celles des esprits ancestraux, en particulier dans les zones rurales. Et il coexiste avec les « religions populaires » (folk religions) que l'on peut regrouper sous le terme général d'animisme et qui regroupent environ un tiers de la population. Ces croyances et pratiques présentent des éléments syncrétiques du bouddhisme dont elles incluent certains éléments.

## Histoire ancienne

### Débuts du bouddhisme
Il est probable que le bouddhisme theravada est apparu au Laos au VIIe ou au VIIIe siècle et qu'il s'est diffusé via le royaume de Dvaravati. Au cours du VIIe siècle, le bouddhisme tantrique pénètre dans le pays depuis le royaume de Nan-chao, dominé par l'ethnie Tai et dont le centre se trouve dans le Yunnan actuel, en Chine. Ce royaume fait probablement du bouddhisme une religion d’État, introduisant un lien politique entre souverain et bouddhisme dans l'Asie du Sud-Est. On a peu d'informations sur la transmission du bouddhisme dans l'actuel Laos . Néanmoins, les recherches récentes suggèrent que le bouddhisme fut introduit en plusieurs étapes. Mais, le chercheur Michel Lorrillard relèvent que « les conditions de cette pénétration restent très imprécises, du fait de la longue durée de ce processus». Toutefois, la recherche sur l'histoire du premier bouddhisme au Laos progresse, même si c'est lentement.
Au cours des XIe et XIIe siècles, les dirigeants prennent le contrôle de Muang Sua, région historique du royaume dont la capitale était Luang Prabang, dans le nord du Laos. Pendant cette période, le bouddhisme Mahayana remplace le bouddhisme Theravada comme religion majoritaire des classes dirigeantes. Les sources épigraphiques confirment que les premiers souverains laotiens présentent des signes clairs de bouddhisme vers le milieu du XVe siècle, lorsqu'ils sont désignés comme cakkavatti (pali, « Qui fait tourner la roue du dharma »).
L'histoire de l'État du Laos commence en 1353, avec le couronnement de Fa Ngum à Luang Prabang. Selon des historiens locaux, Fa Ngum règne avec l'aide de son maître theravada khmer, un moine nommé Phrhama Pasaman, devenu conseiller et prêtre en chef. Il introduit le culte de Bouddha sous le nom de Phra Bang, homonyme de la ville de Luang Prabang et symbole du royaume du Laos. Cependant, Michel Lorrillard souligne le « caractère complètement artificiel de ce récit » et critique la valeur historique de l'histoire de Fa Ngum. D'après lui, le bouddhisme au Laos provient de la ville de Chiang Mai. Les alliances ultérieures avec la Birmanie et la Thaïlande contribuent à consolider la primauté du bouddhisme Theravada dans le royaume laotien. Comme l'attestent les inscriptions, le roi Photisarath (1501-1547) tente de supprimer le culte des esprits afin d'imposer davantage le bouddhisme à la population. Cependant, les éléments animistes résistent à ces tentatives de « purification » et restent, encore de nos jours, un élément du bouddhisme au Laos. Les cultes et rituels spirituels locaux associés aux idées indigènes de « substance de l'âme » (khwan) s'intègrent au bouddhisme. Les bouddhistes ne voient pas de contradiction dans l'association de ces deux éléments. La géographie du royaume du Laos qui tend à l'isoler, et l'absence d'un pouvoir central fort, on amené à faire du bouddhisme un facteur d'unification. L'importance des lois régissant l'ordre monastique, tant dans le Laos pré-moderne comme colonial, l'attestent.

## Histoire auXXesiècle

### Bouddhisme et éducation monastique durant la colonisation française
Dès 1893, le régime colonial français parraine le bouddhisme et ses établissements d'enseignement. Ce soutien se caractérise par la mise en place de nouveaux programmes, la rénovation de plusieurs monastères et l'adaptation du programme de formation des moines aux demandes coloniales,. Pendant les années 1920, l'administration du bouddhisme dans le pays est réorganisée par le prince Phetsarath et le régime colonial français.
Afin de contrer la domination de l'enseignement monastique thaïlandais dans la région, et aussi afin d'utiliser le bouddhisme lao et khmer pour renforcer le contrôle colonial, les Français créent des instituts de formation de moines bouddhistes sous les auspices de l'École française d'Extrême-Orient (EFEO). Le 24 novembre 1914, l'École de pali est fondée par décret royal à Phnom Penh, avant d'être renommée École Supérieure de pali en 1922. Cette même année, deux moines cambodgiens sont envoyés à l'EFEO de Hanoi pour une formation linguistique, et ce dans le but d'améliorer l'étude du bouddhisme en enseignant aux moines un pali et un sanskrit « corrects ».
Des moines laotiens se rendent d'abord à Phnom Penh pour étudier à l'Institut bouddhiste. Il faut attendre 1931 pour voir l'ouverture d'antennes laotiennes, ce qui reflète la position périphérique du Laos dans le projet colonial. Les Français introduisent de nouveaux programmes fondés sur l'étude de textes sélectionnés et jugés adaptés, ils  fournissent des livres bouddhistes imprimés et décernent aux moines des certificats. Gregory Kourilsky et Soren Ivarsson ont chacun examiné cette restructuration de l'éducation bouddhiste durant le régime colonial français,. Tous deux arrivent à la conclusion que les objectifs de cette réorganisation du bouddhisme au Cambodge et au Laos étaient similaires : l'influence siamoise devait être réduite afin de construire un bouddhisme national dans le contexte de l'Indochine. Les antennes khmère et laotienne de l'Institut bouddhiste devaient devenir  des instituts d'enseignement supérieur pour les moines, en lieu et place de Bangkok.
Ce parrainage et ce contrôle du bouddhisme sont mis en place pour parer à l'éventualité que le bouddhisme organise une résistance anticoloniale. Pendant la première phase du colonialisme français, les mouvements millénaristes bouddhistes avaient en effet provoqué des troubles majeurs pour le régime français,,, et certaines parties du Sangha khmère s'étaient également opposées à l'influence française. Le bouddhisme s'oppose aussi à l'influence française. Dans le domaine de l'éducation monastique, l'effet de ces réformes coloniales est quelque peu neutralisé par les luttes politiques croissantes des années 1950, et finalement la révolution socialiste de 1975. Cependant, entre les premières années de l'indépendance et 1975, des signes de sécularisation apparaissent également dans le domaine de l'éducation monastique : alors qu'un système scolaire public se répand, l'éducation monastique devient un sous-domaine de plus en plus spécialisé,.

### Luttes politiques et avènement de la révolution: le bouddhisme et le Pathet Lao

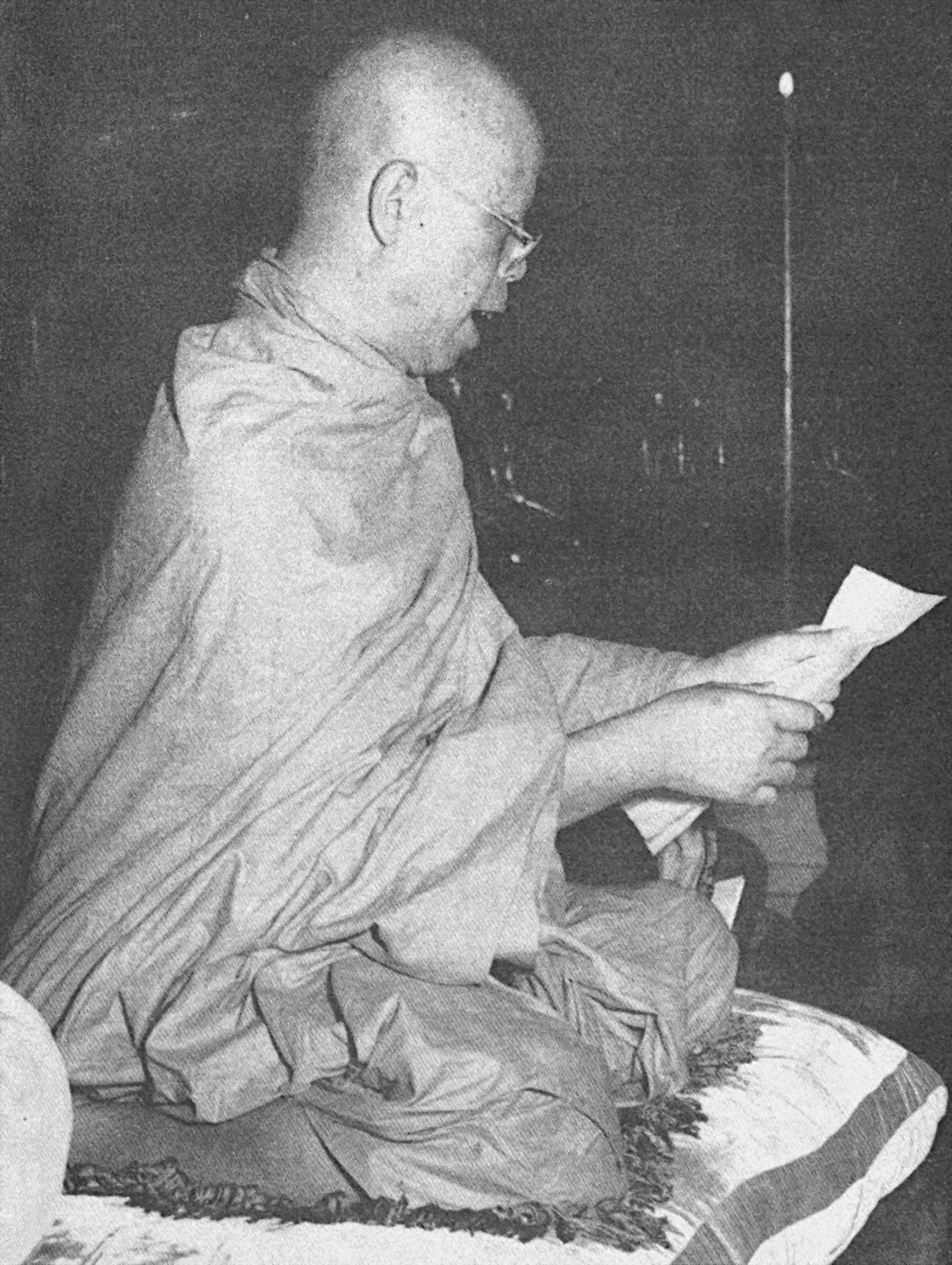
Le Sangharājā du Laos, Bhaddanta Lokaratthi (dont le titre officiel est Samdach Phrabuddhajinros Sakalamahāsangha Pāmokkha), lit un discours à l'ouverture de la session Laos-Cambodge du Conseil bouddhiste (Chaṭṭa Sangāyanā), le 28 avril 1955.

Le traitement de la religion au Laos par les communistes diffère de celui des autres pays communistes. Au lieu de réprimer ou d'interdire la religion, les communistes du Laos se servirent de la communauté bouddhiste (Sangha) pour atteindre des objectifs politiques pendant la Guerre froide.
Ainsi, à partir des années 1950, le bouddhisme et les institutions monastiques font l'objet d'une certaine surveillance clandestine, menée tant par les forces du gouvernement royal que par des politiciens plus à gauche. Les partisans de la social-démocratie comme Boun Souvannavong obtiennent le soutien de moines importants de Vientiane mais sont progressivement marginalisés avec l'accroissement des polarisations politiques . Officiellement, le marxisme rejette la religion parce qu'il y voit un outil utilisé par les classes dirigeantes pour tromper les classes opprimées et les maintenir dans la soumission.

#### Opposition entre marxisme et bouddhisme
Le Pathet Lao voyait bouddhisme et marxisme s'opposer sur de cinq points. Tout d'abord, le marxisme rejette toute religion; ensuite, sa vision matérialiste du monde s'oppose à la vision spirituelle bouddhiste de l'univers; troisièmement, il fonde sa vision utopique sur le monde matériel, contrairement au bouddhisme qui tient l'attachement matériel pour la cause de la souffrance. Quatrièmement, alors que le bouddhisme est en quête d'harmonie, le marxisme se fonde sur la lutte des classes. Enfin, le bouddhisme évite l'usage de la violence alors que le marxisme approuve cet usage quand cela est nécessaire,.

#### Ponts entre marxisme et bouddhisme
Pourtant, même s'il considérait donc marxisme et bouddhisme comme des entités antithétiques, le Pathet Lao concilia certains aspects de ces deux entités,. Pour ce faire, il réinterprète le bouddhisme en se fondant sur la biographie de Bouddha, et affirme que son enseignement n'entre pas en contradiction avec les buts révolutionnaires. Selon le Pathet Lao, on pouvait en effet considérer comme révolutionnaires le rejet du statut royal  par le Bouddha et son choix de devenir mendiant, puisqu'il évitait ainsi les pièges de la richesse et des privilèges de l'élite dirigeante : les bouddhistes ne tiennent pas leur statut de leur caste et ou de leur richesse; la seule condition pour intégrer le Sangha est d'accepter le Dhamma. Toujours selon les communistes, Bouddha avait déjà envisagé une société sans classes, puisqu'il rejetait la distinction de classe. Ils soulignent aussi que sa forte dimension sociale, Gautama Bouddha se préoccupant du bien-être matériel du peuple et voulant améliorer le sort des pauvres. Car la pauvreté était à ses yeux une racine du mal, susceptible de conduire au crime. Un niveau minimal de bien-être matériel était donc nécessaire pour pratiquer le dhamma, ce qui n'est pas très différent de l'objectif de redistribution des richesses du Pathet Lao. Celui-ci soulignait également que bouddhisme et marxisme ont pour fin le bonheur du peuple et visent tous deux à aider les gens à échapper à la souffrance.
Vus ainsi, bouddhisme et marxisme rejettent le système capitaliste, se distinguant l'un de l'autre uniquement par la méthode pour atteindre le bonheur,,. Selon le Pathet Lao, les deux doctrines préconisaient des solutions différentes parce qu'elles étaient le produit de l'évolution de sociétés à des stades de développement différents : le bouddhisme était un produit historique de l'ère préindustrielle, le marxisme était l'idéologie scientifique de l'ère industrielle. Mais le bouddhisme pouvait servir d'instrument à la révolution s'il était purgé des pratiques superstitieuses qu'il avait accumulées au fil des siècles.

#### Politisation du Sangha
Le choix du Pathet Lao de rallier le bouddhisme à sa lutte révolutionnaire a un fondement historique. Traditionnellement, la monarchie et le bouddhisme entretenaient une relation de réciprocité. La Sangha cherchait à rester en bons termes avec l'État, et le roi fondait sa légitimité à régner sur sa soumission au Dharma. Il ne régnait qu'en s'appuyant sur les Trois Trésors du bouddhisme, à savoir le Bouddha, le Dharma et le Sangha. Il devait donc se faire le soutien du Dharma et du Sangha, en échange de quoi le Sangha l'appuyait et légitimait son règne. On voit que ces rapports se fondent sur des bénéfices mutuels,: le roi se charge de diriger les affaires séculières du pays, tandis que le Sangha voit son autorité morale renforcée par son détachement des affaires mondaines, et sa distances avec ces questions.
Mais la domination coloniale française va entraîner la marginalisation de le Sangha. Durant l'occupation japonaise de l'Indochine française, un mouvement nationaliste laotien émerge et s'intéresse à la culture traditionnelle du Laos. Ce mouvement nationaliste se focalise sur le rôle du bouddhisme dans la société laotienne et sur le Sangha vu comme dépositaire des valeurs traditionnelles laotiennes. De jeunes moines s'impliquent dans cette résurgence du nationalisme, ce qui signifiait aussi un changement dans le rôle traditionnel de le Sangha, désormais entrée dans le domaine séculier. Et avec l'exil du gouvernement Lao Issara en Thaïlande après la reprise du contrôle français en 1946, le Sangha va jouer un rôle important dans l'exacerbation du sentiment nationaliste au Laos. On utilise aussi les festivals bouddhistes pour lever des fonds et fournir un soutien financier à la cause nationaliste.
En 1950, le mouvement Lao Issara se scinde en deux factions. La faction modérée milite en faveur de l'indépendance au sein de l'Union française tandis que la faction radicale soutient la lutte armée du Việt Minh. Certains moines rejoignent le Pathet Lao, tandis que d'autres utilisent les enseignements bouddhistes pour nourrir la lutte de libération. La grande influence morale du Sangha sur la population rend ces engagements efficaces,. Par conséquent, tant le gouvernement de Vientiane que le Pathet Lao ont essayé d'utiliser le Sangha pour atteindre leurs objectifs politiques,.
Dans le premier gouvernement de coalition de 1957, le Pathet Lao s'empare des affaires religieuses, qui sont un de leurs deux portefeuilles. Le ministre des Affaires religieuses, Phoumi Vongvichit, est communiste. La raison tactique pour tenir ce portefeuille est que le ministère des Affaires religieuses supervise directement le Sangha, une fonction héritée de son prédécesseur colonial. Les informations et les instructions peuvent donc être transmises via les rangs du Sangha sans recourir à l'administration civile. Les communistes contrôlaient ainsi un réseau de communication s'étendant de Vientiane aux villages les plus inaccessibles. Les fonds du ministère servaient aussi à financer des réunions monastiques où les idées pro-communistes pouvaient être promulguées. Une technique tellement efficace que même si le gouvernement de coalition s'est effondré en quelques mois, de nombreux moines ont gagné les rangs du Pathet Lao. La propagande communiste passait également par les sermons bouddhistes: les forces de droite étaient assimilées au mal, et les communistes au bien.

#### Tentative de cooptation du Sangha par la droite
Le succès que connaît le Pathet Lao dans l'utilisation du Sangha afin d'atteindre ses objectifs politiques conduit le gouvernement de Vientiane et ses soutiens américains à contrôler le bouddhisme. Le 25 mai 1959, le gouvernement de droite de Phoui Sananikone, tente de contrôler le bouddhisme en adoptant une loi sous forme d'une ordonnance royale (numéro 160), qui définit le contrôle exercé par le gouvernement sur les affaires intérieures de le Sangha. Les représentants du gouvernement peuvent ainsi opposer leur veto à l'élection des abbés et des anciens; et les candidats à des postes plus élevés dans le Sangha doivent obtenir l'assentiment du Cabinet. La correspondance entre les différentes divisions administratives du Sangha doit en outre passer par l'administration civile, ce qui revient à une tentative de transformer le Sangha en une section de l’exécutif. Il en résulte des tensions entre le Sangha et le gouvernement, et des troubles dans le Sangha,. Ces tensions sont exploitées par le Pathet Lao pour préserver ses propres intérêts.
Les Américains forment certains moines dans le but qu'ils prennent position contre les communistes. Des moines de langue lao sont envoyés de Thaïlande au Laos pour se joindre à la bataille idéologique contre les communistes,. Ces moines étaient issus de la secte Thammanyut-nikay, fondée en Thaïlande et minoritaire au Laos, où la opposition à la secte Maha-nikay est majoritaire. Ces actions sont sources de nouvelles tensions entre gouvernement et Sangha, rapidement exploitées par le Pathet Lao. Par ailleurs, deux mouvements clandestins soutenus par le Pathet Lao sont fondés pour contrer l'influence des Américains et du gouvernement dans les affaires de le Sangha : le « Mouvement des jeunes moines contre les moines thammanyut » et le « Mouvement des novices pour réclamer leurs droits ».
De plus, de nombreux membres du Sangha étaient déjà prédisposés à la propagande anti-gouvernementale des communistes en raison de la « structure de classe inverse » de le Sangha, liée au système d'éducation à deux niveaux qui avait vu le jour avec l'administration française, : il s'agit de forme l'élite laotienne dans des écoles laïques, et les pauvres dans des monastères. Des emplois au gouvernement sont offerts à l'élite scolarisée en français; ceux qui sont éduqués dans les monastères se voient refuser un emploi dans le gouvernement au motif que l'éducation religieuse ne convenait pas à ces postes. Cette situation a nourri le ressentiment des étudiants restés moines contre le gouvernement,, un phénomène renforcé par le fait que nombre de membres de le Sangha, en particulier ceux des zones rurales, reçoivent une éducation rudimentaire et sont peu disciplinés. Et ces moines connaissent peu le Dhamma et sont sensibles à des interprétations marxistes du bouddhisme,,.

#### La Sangha, organe de propagande
Pendant la guerre civile laotienne, le Pathet Lao mobilise les membres du Sangha pour qu'ils participent activement à sa campagne de propagande,. Par exemple, un document de Pathet Lao saisi daté du 14 janvier 1968 rapporte que celui-ci a envoyé trente-trois moines « prêcher l'éthique révolutionnaire (...) afin de protéger le bouddhisme, raviver la vraie moralité, expliquer les tâches révolutionnaires au peuple et résister à la guerre psychologique des impérialistes américains et de leurs laquais réactionnaires ». Selon le Pathet Lao, les membres du Sangha peuvent se transformer en révolutionnaires, parce qu'un moine a renoncé aux possessions matérielles et n'est plus motivé par des intérêts personnels égoïstes- Le moine cherche au fond à améliorer l'humanité. Dans ce conditions, un moine ne peut rester inactif face à l'oppression subie par les gens du peuple, à moins de trahir le bouddhisme. D'autre part, le Pathet Lao accepte officiellement le bouddhisme dans les zones qu'il contrôle,.
Avec la proclamation de la République démocratique populaire lao le 2 décembre 1975, le Pathet Lao doit établir sa légitimité pour gouverner, en particulier dans les zones autrefois contrôlées par la droite. Il promeut un programme politique en dix-huit points avec le slogan « Un Laos pacifique, indépendant, neutre, démocratique, uni et prospère ». Le ton démocratique libéral du document a séduit la majorité de la population. Parmi les points mentionnés figurent l'unité et l'égalité de tous les ressortissants lao de tous les groupes ethniques, des élections libres, la liberté d'expression et le droit à la libre entreprise et à la propriété. Le cinquième point comprenait un appel au respect et à la protection de toutes les religions, en particulier du bouddhisme. Tout naturellement le Sangha soutien ces dix-huit points,, et elle recrute le maximum possible de moines pour les enseigner dans les zones rurales,. Le message du Pathet Lao bénéficie de la confiance du peuple envers le Sangha et les moines qui le transmettent. Toutefois des cadres armés du Pathet Lao accompagnent les moines dans leurs tournées de prédication — le motif officiel étant leur protection. Mais leurs sermons sont également enregistrés pour s'assurer qu'ils respectaient la ligne officielle du parti. Quant aux moines qui ne soutenaient pas le programme politique en dix-huit points, ils étaient critiqués.
Le Sangharaja ou « Patriarche suprême » du bouddhisme au Laos exhorte les moines à travailler avec les révolutionnaires pour le bien de la nation. On prépare une brochure intitulée Plan d'action pour le Sangha du Laos. Elle relève l'importance du Sangha et souligne son rôle de médiateur dans la société laotienne, ce qui montre comment le Pathet Lao entendait utiliser le poids ecclésiastique du Sangha pour régler les différends auxquels le parti pourrait être confronté dans sa transition vers le pouvoir. Et les moines devaient servir de canal de communication entre le Parti et le peuple.

### Le Sangha sous le régime communiste (1975-1979)
Les moines ont été les premiers à assister aux séminaires politiques du Pathet Lao, d'abord sur une base volontaire. Mais bientôt, ces réunions se transforment en classes de rééducation de longue durée si bien qu'il faut forcer les moines à y assister. Dans ces séminaires, les moines apprennent  le bouddhisme tel que le conçoit le Pathet Lao, et ils étudient le marxisme-léninisme dans les instituts bouddhiques,.
Marxisme et le bouddhisme enseignent tous deux l'égalité entre tous les humains, et visent à libérer l'humanité de la souffrance et à atteindre le bonheur. Le Sangha, en tant que communauté d'hommes qui vivent et travaillent ensemble sans propriété privée des moyens de production, est semblable à un collectif marxiste. Toutefois, le Pathet Lao voit dans certains éléments du bouddhisme de la pure superstition, et il rejette ainsi la croyance en l'existence de démons, ou d'une vie après la mort dans l'un des cieux ou enfers bouddhistes; il relativise l'accumulation de mérites (punya) et dénonce le karma car il conduirait au fatalisme et au pacifisme.
Tout en proclamant la compatibilité du bouddhisme et du marxisme, le Pathet Lao cherche activement à remplacer le Dhamma par le marxisme-léninisme, et à décourager la recherche de mérites (punya),. Selon lui, la religion est encore en conflit avec la formation d'un état marxiste-léniniste orthodoxe. Pourtant — et paradoxalement — l'attaque du Pathet Lao contre les aspects populaires de la pratique bouddhiste laotienne comme  le culte des esprits et l'utilisation d'amulettes spéciales a peut-être renforcé l'orthodoxie du bouddhisme lao, qui se rapproche des enseignements originaux de Bouddha,. Les adeptes thaïlandais du moine Ajahn Buddhadasa Bhikkhu pensent que le bouddhisme lao s'est libéré des fausses croyances et des ajouts locaux, comme le culte des esprits et la bénédiction des amulettes, qui — soulignent ces adeptes — ne faisaient pas partie des enseignements de Bouddha et sont donc interdits.

### Mise au pas et attaques contre le bouddhisme
Mais il y a plus important encore: le Sangha reste une voie alternative de promotion sociale en dehors du Parti révolutionnaire du peuple lao ou LPRP, l'aile politique du Pathet Lao. Le Pathet Lao cherche à faire du Sangha un instrument de la politique du parti. Son contrôle est essentiel, car le Sangha est une des rares organisations qui est introduite dans chaque village laotien. Dès lors, les divisions sectaires entre Maha-nikay et Thammanyut-nikay sont abolies et le Sangha est restructuré en tant qu'« Association des bouddhistes unis du Laos »,,,, placée sous les auspices du Département des Affaires Religieuses du Ministère de l'Éducation. La hiérarchie traditionnelle du Sangha est abolie, y compris le titre Sangharaja, et les éventails traditionnels richement décorés qui symbolisaient le rang des dirigeants de la communauté sont détruits. Les postes de direction de l'Association des bouddhistes unis lao sont occupés par des personnes nommées par le Parti,. Tous les moines de haut rang doivent assister à des cours d'un mois de propagande politique, ainsi qu'à une récitation bimensuelle du Patimokkha (les 227 versets de la discipline monastique, en pali), cette récitation étant transformée en une séance destinée à critiquer les moines s'éloignant de la ligne du parti. Dans ces conditions, les moines quittent le Sangha ou fuient vers la Thaïlande,.

### Attaques contre le bouddhisme
Au début de 1976, des attaques sont lancées contre le bouddhisme. L'enseignement de la religion et de la morale bouddhiste est interdit dans les écoles primaires et les moines bouddhistes se voient sérieusement inquiétés par des cadres locaux. Ces attaques suscitent une vive opposition dans la population si bien qu'elles cessent bientôt — et de plus le Pathet Lao réalise qu'il a besoin du soutien des moines pour sa propagande. À la fin de 1976, les pressions sur le Sangha cessent donc, au même moment où le Pathet Lao achevait de réorganiser le Sangha. Dans ce contexte, les moines sont toujours invités à assister à tous les événements laïques qui touchent l'État, par exemple la fête nationale,, tandis que des délégations officielles du gouvernement assistent à de grands festivals bouddhistes comme celui du That Luang,. Bien que les moines ne soient pas harcelés par les autorités, ils doivent dans leurs sermons encourager le peuple à soutenir le Parti et sa politique,, chose qui diminua le prestige du Shanga auprès des laïcs. Cela s'explique par le fait que l'autorité morale du Sangha reposait sur son indépendance: les moines se tenaient à l'écart des affaires politiques.La participation à l'endoctrinement politique a entaché le prestige moral du Sangha.
Des moines réfugiés laotiens et des informateurs anticommunistes signalent que la situation au Laos est grave. Entre 1976 et 1979, les pressions contre le Shanga augmentent. D'après un moine qui quitte Vientane en 1976, ces pressions sont subtiles et indirectes. Les moines ne suivant pas la ligne du parti sont sanctionnés par le Sangha et envoyés dans des cours de rééducation, mais aucune exécution n'a lieu. En 1979, mille moines sont confinés dans des camps de rééducation. Un autre moine qui fuit le sud du Laos en mai 1978 rapporte des méthodes plus brutales, et selon des rapports non vérifiés, des moines sont arrêtés et fusillés.
En mars 1979, le Sangharaja du Laos, âgé de quatre-vingt-sept ans, ayant le titre de Vénérable Thammayano, s'enfuit en Thaïlande, via le Mékong, sur un radeau fait de chambres à air gonflées. Confiné dans son monastère, il n'avait pas le droit de prêcher. D'après lui, les jeunes sont dissuadés de rejoindre le Sangha et les enseignements monastiques doivent adhérer aux directives du gouvernement,.
Dans le Sangha, le nombre de moine diminue sérieusement durant cette période,: certains quittent le Sangha, beaucoup fuient, tandis que d'autres sont envoyés dans des camps de travail. Le gouvernement pousse les jeunes novices à quitter le Sangha en leur offrant en échange une éducation laïque et une formation; des écoles professionnelles sont d'ailleurs spécialement créées pour eux. Dans ces conditions, le Sangha —  considéré jusque là comme un outil de la politique gouvernementale — perd de son prestige. Toutefois, le nombre significatif de moines qui fuient vers la Thaïlande ou qui aident les insurgés anticommunistes montre que le régime ne parvient que partiellement à coopter le Shanga.

## Histoire après 1980

### Le bouddhisme après 1979
À la fin des années 1980, la position officielle envers le bouddhisme se libéralise et le Sangha élargit ses rôles traditionnels : auparavant, il se concentrait sur l'enseignement du bouddhisme; désormais, il participe à des programmes d'alphabétisation des adultes, enseigne la langue lao et d'autres matières dans des endroits privés d'écoles. Il joue ainsi un rôle dans l'éducation, notamment périscolaire. Dans les déserts médicaux, ses membres peuvent être guérisseurs et fournir des soins. Cependant, il leur est interdit de proposer des cures de nature spirite. Ils ne peuvent dispenser que des remèdes traditionnels avec des plantes et des médicaments occidentaux,. Cela amène le Sangha à se réinventer, en axant son rôle sur ce qui est utile à la société,.
En outre, le Sangha est considéré comme un gardien de la culture nationale, particulièrement dans l'entretien des wats et des monastères, et la place centrale du bouddhisme dans l'identité culturelle laotienne permet la conservation de celui-ci.

### Des années 1990 à nos jours
Au début des années 1990, le bouddhisme connaît une revivification. Le wat demeure un lieu de la vie sociale et la participation aux cérémonies bouddhistes augmente à nouveau; les moines peuvent faire sans problème leurs tournées matinales de mendicité pour recevoir les offrandes des fidèles. Et l'on voit même, lors du festival annuel de Pha That Luang, la plupart des membres du Politburo faire des offrandes aux moines,. Désormais, les responsables du parti réaffirment la relation entre le bouddhisme et l’État — une caractéristique de longue date du bouddhisme, de sa cosmologie et de la sphère politique. De plus, en 2003 et 2010, le ministère de l'Information et de la Culture inaugure les statues des rois Fa Ngum et Anouvong . Afin d'être reconnu, le gouvernement valorise des pratiques bouddhistes du passé (culte des reliques, des statues ). De nombreux rituels d'État sont cependant  repensés depuis 1975.
Quand bien même la politique gouvernementale envers la religion se libéralise, le Sangha reste sous le contrôle du Parti et les moines doivent étudier la politique gouvernementale officielle. À partir des années 1990, le Sangha reprend son rôle principalement religieux. Les institutions bouddhistes étant intégrées dans l'État, bouddhisme, on promeut à nouveau — au titre de « culture nationale »— des éléments comme la langue, les valeurs morales et les modes de vie associés au bouddhisme. La chercheuse Vatthana Pholsena voit là « une image sécularisée du bouddhisme afin de réconcilier l'idéologie officielle et la religion ». On observe un processus de bouddhification de la sphère politique, ainsi que de la culture quotidienne, surtout dans les régions qui comptent une forte proportion d'ethnie lao. Bien que la conversion ethnique et religieuse des minorités ethniques animistes existe depuis longtemps, elle semble s'accélérer avec la montée en puissance de l'État-nation. Laosification et bouddhification s'associent, au moins dans certaines régions du sud du Laos où les minorités mon-khmères et la souche lao vivent à proximité les unes des autres. On relève toutefois que, comme par le passé, le bouddhisme offre une mobilité sociale ascendante aux segments les plus pauvres de la société et aux minorités ethniques.
Les instituts bouddhistes pour la formation des moines se consacrent à l'enseignement des disciplines religieuses : fondements du Dharma, code disciplinaire, cours de pali, biographie du Bouddha ou encore canon bouddhiste. Les moines donnent des conférences à la télévision et à la radio, dans les écoles et les hôpitaux, et on voit se développer un bouddhisme socialement engagé. Les moines sont désormais actifs dans les programmes de prévention du VIH et de la drogue. Ils agissent dans les domaines du travail social, de la protection de l'environnement et de l'éducation.
L'inscription de Luang Prabang dans la liste du Patrimoine mondial de l'UNESCO conduit à des engagements plus globaux des institutions bouddhistes. Ainsi, Maha Khamchan Virachitto (1920–2007) — le moine ayant la plus haute dignité de Luang Prabang — conserve ses réseaux internationaux, même pendant la période du socialisme actif. Ses actes ont des conséquences sur la résurgence du bouddhisme au Laos,. À sa mort, il laisse un grand nombre de photographies qui, jointes à celles d'autres moines, constituent des archives permettant de documenter la culture religieuse de cette ville.

## Le bouddhisme dans la culture laotienne
Au Laos, la population bouddhiste est pratiquante. Dans le passé, presque tous les hommes laotiens vivaient quelque temps dans un monastère ou un temple, au moins pour une brève période. Certains hommes deviennent moines et conservent cet état leur vie durant. Mais la vie actuelle a amené des changements dans cette pratique. Par ailleurs, nombre de personnes continuent à offrir de la nourriture aux moines pour gagner du mérite et améliorer ainsi leur karma.
Autrefois les temples du Laos étaient considérés comme des « universités » pour les moines et ceux-ci sont très respectés et vénérés dans leur communauté. Conformément au bouddhisme théravada, les femmes ne peuvent atteindre le nirvana qu'après une renaissance sous forme masculine.

### Art et architecture

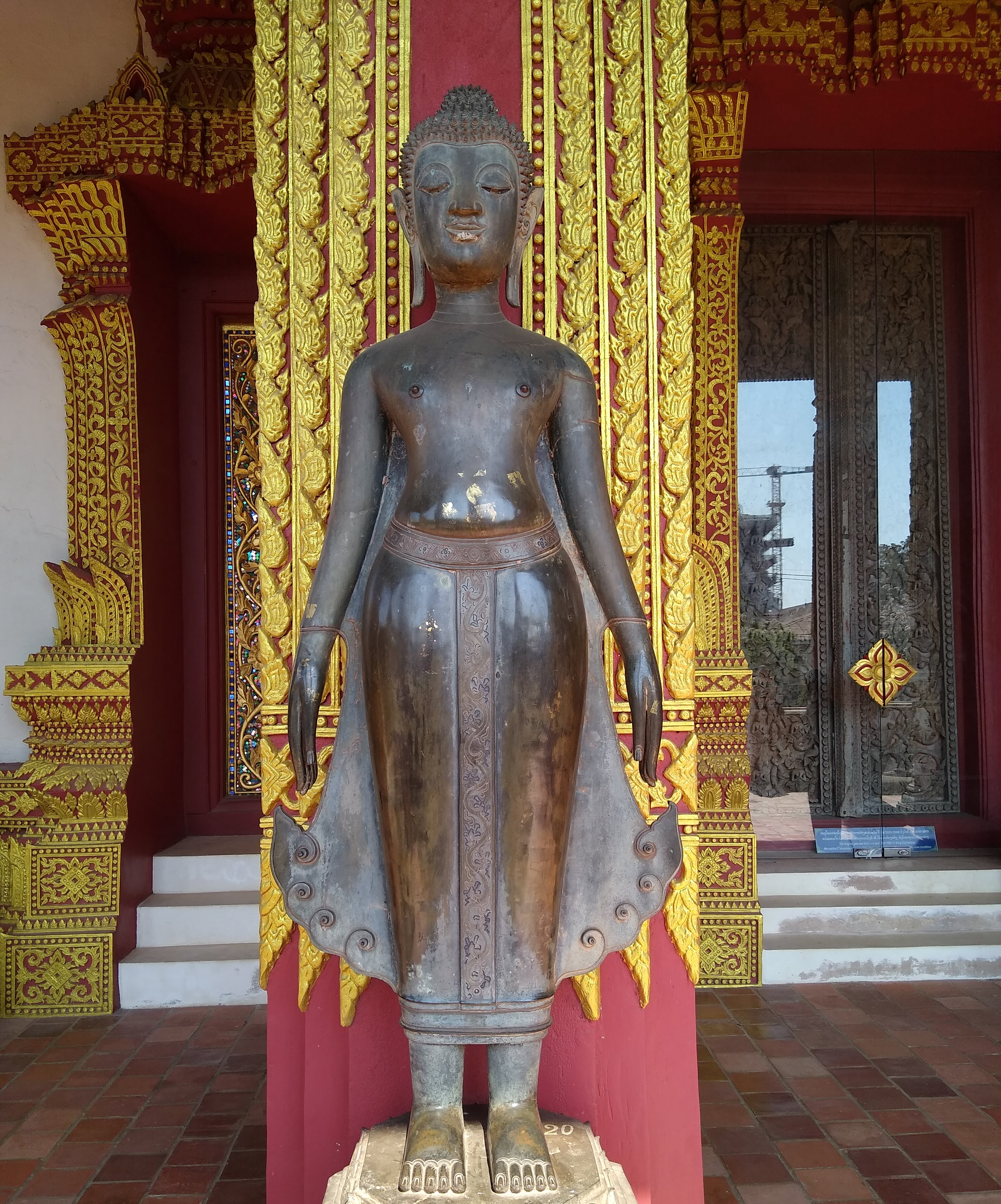
Une statue de Bouddha datant du XVIIIe siècle dans la posture de "l'appel à la pluie" à Haw Phra Kaew

Le Laos compte des bâtiments bouddhistes, comme le Pha That Luang, le Vat Sisakhet, le Vat Xieng Thong et le That Dam. Le bouddhisme laotien est également célèbre pour les images du Bouddha exécutant uniquement des mudras laotiens, ou des gestes tels que l'appel à la pluie. Dans l'iconographie, le Bouddha prend des poses que l'on voit uniquement dans la culture laotiennes. Par exemple, il est parfois représenté couché, attendant la mort avant d'atteindre le nirvana.
Durant l'époque coloniale, l'archéologue Henri Parmentier a entrepris une vaste enquête sur les arts et l'architecture laotiens qui est source d'information d'autant plus utile que nombre de bâtiments et d'œuvres bouddhiste ont été détruits au cours des années 1960 et 1970 ().

### Littérature
Dans le Phra Lak Phra Ram, version en langue lao du Ramayana, Rama est une incarnation du Bouddha, et non de Vishnou. Plusieurs versions des contes dits Jataka sont écrits au Laos. Les études de Sahai (1973) et Ladwig (2016) détaillent les récits et les rituels associés. L'étude de Peltier (1987) offre un aperçu de la tradition littéraire du Laos.
Le vaste survol des manuscrits bouddhistes lao de Louis Finot est daté, mais conserve un intérêt (Finot 1917).

### Ouvrages
- (en) Macalistair Brown, Joseph J. Zasloff, Apprentice Revolutionaries. The Communist Movement in Laos, 1930–1985, Standford, Hoover Institution Press, 1986, XIV, 463 (ISBN 0-817-98122-5).
- (en) Grant Evans, The Politics of Ritual and Remembrance. Laos Since 1975, Honolulu, University of Hawai'i Press, 1998, XXIV, 216 (ISBN 0-824-82054-1, présentation en ligne).
- Louis Finot, « Recherches sur la littérature laotienne », Bulletin de l'École Française d'Extrême-Orient, vol. 17, no 5,‎ 1917, p. 1–219 (lire en ligne)
- (en) John Holt, Spirits of the Place. Buddhism and Lao Religious Culture, Honolulu, University of Hawaii Press, 2009, 396 p. (ISBN 978-0-824-83327-5).
- (en) Soren Ivarsson, Creating Laos. The Making of a Lao Space Between Indochina and Siam, 1860–1945, Copenhague, NIAS, 2008, 250 p. (ISBN 978-8-776-94022-5).
- Gregory Kourilsky, Recherches sur l'institut bouddhique au Laos (1930–1949). Les circonstances de sa création, son action, son échec (Thèse de Master non publiée, Paris, EPHE), 2006, 136 p.
- (en) Justin T. McDaniel, Gathering leaves and lifting words. Histories of Buddhist monastic Education in Laos and Thailand, Washington, University of Washington Press, 2008, 384 p. (ISBN 978-0-295-98849-8).
- François Moppert, Mouvement de résistance au pouvoir colonial français de la minorité proto indochinoise du plateau des Bolovens au Sud-Laos 1901–1931 (Thèse de doctorat non publiée, Université Paris VII), 1978.
- Henri Parmentier (Le volume I est en ligne), L'art du Laos, vol. I+II (Vol. I: Texte; Vol. II: Iconographie), Paris, EFEO, 1988 (1re éd. 1954) (ISBN 2-855-39542-9, lire en ligne)
- Anatole-Roger Peltier, Le roman classique Lao, Paris, École Française d'Extrême-Orient, 1988, xvii, 676 (ISBN 978-2-855-39752-8)
- Souvanxay Phetchanpheng, Réseaux monastiques au Laos et dynamiques transnationales, Bangkok, Institut de recherche sur l’Asie du Sud-Est contemporaine, 2018 (1re éd. 2016), 167 p. (ISBN 978-2-355-96019-2, lire en ligne)
- (en) Vatthana Pholsena, Post-war Laos. The Politics of Culture, History and Identity Singapore, New York, Cornell University Press, 2006, 270 p. (ISBN 978-0-801-44503-3).
- (en) Sachchidanand Sahai, The Ramayana in Laos: a study in the Gvay Dvorahbi, Delhi, D.K. Publishers., 1973, 148 p.
- (en) Martin Stuart-Fox, Buddhist Kingdom, Marxist State. The Making of Modern Laos, Bangkok, White Lotus, 1996 (réimpr. 2011), 419 p. (ISBN 978-9-744-80023-7).

### Articles et chapitres d'ouvrages
- (en) Ian G. Baird, « Lao Buddhist Monks' Involvement in Political and Military Resistance to the Lao People's Democratic Republic Government since 1975 », The Journal of Asian Studies, vol. 71, no 3,‎ 2012, p. 655–677 (lire en ligne).
- (en) Ian G. Baird, « Millenarian Movements in Southern Laos and Northeastern Siam (Thailand) at the Turn of the Twentieth Century: Reconsidering the Involvement of the Champassak Royal House », South East Asia Research, vol. 21, no 2,‎ 2013, p. 257–279 (lire en ligne).
- (en) Khamvone BOULYAPHONH, « International Connections of Lao Buddhism as Reflected in Personal Letters Found at Pha Khamchan Virachitta Maha Thela's Abode (Kuti) in Vat Saen Sukharam, Luang Prabang », DORISEAS Working Paper Series, no 13,‎ 2014, p. 3-17 (lire en ligne)
- (en) Martin Stuart-Fox and Rod Bucknell, « Politicization of the Buddhist Sangha in Laos », Journal of Southeast Asian Studies, vol. 13, no 1,‎ 1982, p. 60-80 (lire en ligne)
- (en) Volker Grabowsky, « Buddhism, Power and Political Order in Lao », dans Ian Harris (Ed.), Buddhism, Power and Political Order, London - New York, Routledge, 2007 (ISBN 978-0-415-41018-2, lire en ligne), p. 121-142.
- (en) Patrice  Ladwig, « Applying the Dhamma to contemporary society: Socially engaged Buddhism and development work in Lao PDR », Juth Pakai (New Thought), no 7 « Perspectives on Lao Development »,‎ 2006, p. 16–27 (lire en ligne)
- (en) Patrice Ladwig, « Between cultural preservation and this-worldly commitment: Modernization, social activism and the Lao Buddhist sangha », dans Yves Goudineau, Michel Lorillard (Dir.), Nouvelles recherches sur le Laos, Paris - Vientiane, EFEO, 2008, 684 p. (ISBN 978-2-855-39654-5, lire en ligne), p. 465-490.
- (de) Patrice Ladwig, « Prediger der Revolution: Der buddhistische Klerus und seine Verbindungen zur Kommunistischen Bewegung in Laos (1957–1975) », Jahrbuch für Historische Kommunismusforschung, vol. 15, no 1,‎ 2009, p. 181–197 (lire en ligne).
- (en) Patrice  Ladwig, « The Genesis and Demarcation of the Religious Field: Monasteries, State Schools, and the Secular Sphere in Lao Buddhism (1893–1975) », Sojourn. Journal of Social Issues in Southeast Asia, vol. 26, no 2,‎ 2011, p. 196–223 (lire en ligne).
- (en) Patrice Ladwig, « Millennialism, Charisma and Utopia: Revolutionary Potentialities in Pre-modern Lao and Thai Theravāda Buddhism », Politics, Religion & Ideology, vol. 15, no 2,‎ 2014, p. 308–329 (lire en ligne). .
- (en) Patrice Ladwig, « Worshipping relics and animating statues. Transformations of Buddhist statecraft in contemporary Laos », Modern Asian Studies, vol. 49, no 6,‎ 2015, p. 1875–1902 (lire en ligne)
- (en) Patrice Ladwig, « Emotions and narrative: Excessive giving and ethical ambivalence in the Lao Vessantara-Jātaka », dans Steven Collins (Ed.), Readings of the Vessantara Jātaka, New York, Columbia University Press, 2016 (ISBN 978-0-231-16038-4, lire en ligne), p. 53–80
- (en) Pierre-Bernard Lafont, « Buddhism in Contemporary Laos », dans Martin Stuart-Fox (Ed.), Contemporary Laos: Studies in the Politics and Society of the Lao People's Democratic Republic, St Lucia, University of Queensland Press, 1982, xxi - 345, p. 148–162.
- (en) Michel Lorrillard, « Insights on the Diffusion of Lao Buddhism », dans François Lagirarde (Ed.), Buddhist Legacies in Mainland Southeast Asia. Mentalities, Interpretations and Practices, Paris, EFEO, 2006, 292 p. (ISBN 978-2-855-39655-2).
- Michel Lorrillard, « Pour une géographie historique du bouddhisme au Laos », dans Yves Goudineau, Michel Lorrillard  (Eds.), Recherches nouvelles sur le Laos, Paris, EFEO, 2008, 684 p. (ISBN 978-2-855-39654-5)
- (en) Lev Morev, « Religion, State and Society in Contemporary Laos », Religion, State and Society, vol. 26, no 1,‎ 1998, p. 31–38 (lire en ligne).
- (en) Lev Morev, « Religion in Laos Today », Religion, State and Society, vol. 30, no 4,‎ 2002, p. 395-407 (lire en ligne ).
- (en) Bounleuth SENGSOULIN, « The Lao Sangha of Luang Prabang and its Social Role in the Post-1975 Period », sur dorisea.de, DORISEA Working Paper, Göttingen, 2014
- Christian Taillard, « Essai sur la bi-polarisation autour du Vat et de l'école des villages Lao de la plaine de Vientiane: Le bouddhisme populaire confronté au développement économique », Asie du Sud-est et Monde Insulindien, vol. 5, no 3,‎ 1974, p. 91–104.
- (en) Ing-Britt Trankell, « Royal Relics: Ritual and Social Memory in Louang Prabang », dans Grant Evans (Ed.), Laos. Culture and Society, Chiang Mai (Thailand), Silkworm Books, 2000, 373 p. (ISBN 978-9-748-70904-8), p. 191–213.
- Marcel Zago, « Un bonze accuse », Pôles et Tropiques, vol. 4, no 1,‎ 1978, p. 132–143.

Bibliographie